# Morella (racconto)
Morella è un racconto di Edgar Allan Poe. Il testo fu scritto nell'aprile del 1835 e pubblicato nella raccolta Racconti del grottesco e dell'arabesco del 1840.

## Trama
L'io narrante racconta di aver conosciuto Morella molti anni addietro, per caso; ne fu subito profondamente attratto, anche se gli ardori che lo presero «non erano quelli di Eros», e la sposò. La donna, erudita, trasmette il proprio sapere al marito. Ama in particolare gli studi filosofici e teologici, con una preferenza marcata per l'antica letteratura mistica tedesca, probabile retaggio dell'educazione ricevuta a Pressburg (l'attuale Bratislava).
Anche se queste letture non erano le preferite dal protagonista, questi però si dedica a queste opere per stare accanto alla moglie. Mentre Morella si identifica con le sue letture mistiche, egli sente sovente «uno spirito proibito destarsi in lui», che Morella cerca di spegnere sul nascere con «qualche grave e singolare parola». A poco a poco, l'inquietudine e l'orrore che gli procurano il pensiero e i discorsi di lei vanno aumentando e turbandolo nell'intimo, in modo così esasperante che il protagonista arriva a sperare fortemente la morte della moglie. Chiamato l'uomo al suo capezzale, Morella gli comunica di sapere che lui l'ha aborrita e che, nonostante stia per morire, vivrà. Gli lascia «un pegno di quell'affetto - ah! così poco! - che egli ha provato per lei», nella creatura portata in grembo. Nel momento in cui Morella spira, la piccola vede la luce.
Inizialmente viene amata e ricoperta di ogni attenzione, anche se il padre la tiene all'oscuro della figura materna e non le permette di avere alcun contatto con il mondo esterno. A mano a mano che la bambina cresce, però, le sue fattezze e il suo spirito - sorprendentemente sviluppato in una persona della sua età, ed esperto dei rapporti umani, malgrado la reclusione imposta dal protagonista - ricalcano in modo sempre più preciso la defunta madre Morella.
L'uomo si sente nuovamente invaso da una profonda sensazione di orrore, del tutto simile a quella che gli suscitava la moglie. Quando la figlia compie dieci anni, stremato dall'inquietudine, vede nel battesimo «un mezzo di liberazione dai terrori della sua sorte». Non ha ancora pensato a come chiamare la bambina e, dinanzi al prete, un'inspiegabile ragione lo porta a pronunciare proprio il nome Morella. Allora la bambina trasale a quel suono sommesso, il suo volto assume «il pallore della morte» e, volgendo il gelo degli occhi dalla terra al cielo, esclama al padre: «Eccomi!». Il protagonista finisce preda della follia, la seconda Morella muore; quando la porta alla tomba per seppellirla, nota che non c'è alcuna traccia di sepoltura della prima Morella, ridendo di un riso lungo e torvo.

## Edizione di riferimento
- Edgar Allan Poe, Morella, in Prose scelte (a cura di Giorgio Manganelli), Milano, Mondadori, 1971, pp. 99-105, trad. di Delfino Cinelli.